# Somatogyrus decipiens
The Hidden pebblesnail, danh pháp khoa học Somatogyrus decipiens, là một loài ốc nước ngọt nhỏ, động vật thân mềm chân bụng có mài sống trong môi trường nước ngọt trong họ Hydrobiidae.
Đây là loài đặc hữu của Hoa Kỳ. Môi trường sống tự nhiên của nó là các con sông. The common name is based on a river called the Hidden River.